# Truncatellina atomus
Truncatellina atomus es una especie de molusco gasterópodo de la familia Vertiginidae en el orden Stylommatophora.

## Distribución geográfica
Es endémica de España. 